# Lepeltje-lepeltje

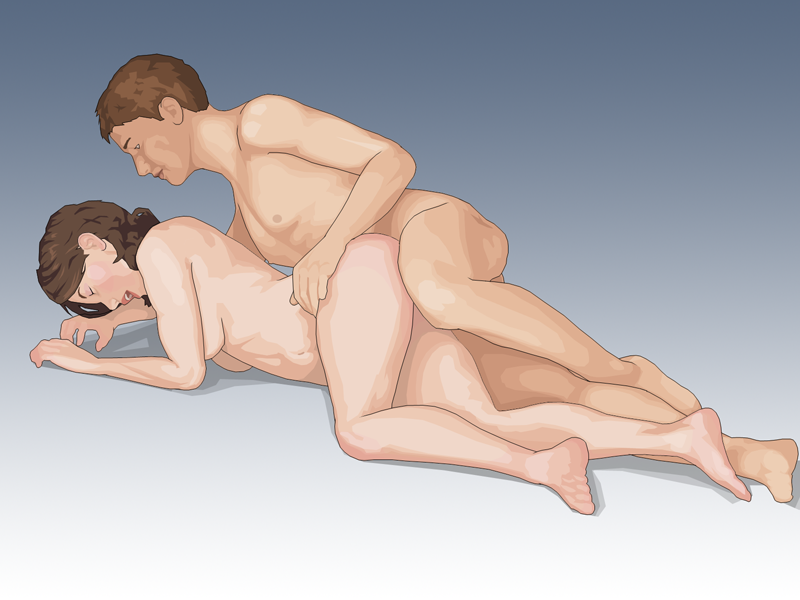
Lepeltje-lepeltje als sekshouding

Lepeltje-lepeltje is een lichaamshouding voor twee personen die kan dienen als sekspositie, maar ook om te knuffelen of te slapen. De lichaamshouding lijkt op hoe twee lepeltjes op hun zij tegen elkaar aan liggen in een doos of bestekbak.

## Als sekspositie
Bij lepeltje-lepeltje liggen beide partners op hun zij, met hun gezicht in dezelfde richting. De ontvangende partner bevindt zich in de binnenste lepelpositie en degene die penetreert in de buitenste lepelpositie. De penis glijdt het makkelijkste in de anus of vagina als de andere persoon zijn of haar bovenste been een beetje optilt, de knieën buigt en de billen naar achter duwt. Beide partners bewegen heen en weer. Lepeltje-lepeltje hoeft niet beperkt te zijn tot twee partners, en het is geschikt voor zowel anale als vaginale seks.
Voordelen van deze positie zijn dat het een ontspannen positie is die lange vrijsessies mogelijk maakt, en de partners kunnen in dezelfde positie in slaap vallen. Het is met name comfortabel wanneer het meisje zwanger of de jongen zwaar is. De penetrerende partner kan de ander strelen, terwijl de ander zichzelf kan bevredigen. Nadeel is dat de partners elkaar niet goed kunnen zien. De binnenste partner heeft relatief weinig controle en kan de ander niet aanraken of strelen.

## Als knuffelpositie
Naast seks is lepeltje-lepeltje ook geschikt voor niet-seksuele vormen van intimiteit, zoals knuffelen. De twee partners liggen zo dicht mogelijk op hun zij tegen elkaar aan. Ze kunnen eventueel in deze positie slapen. Hierbij wordt de partner die met de voorkant tegen de ander aan ligt, de 'grote lepel' genoemd, terwijl de ander de 'kleine lepel' is. De grote lepel kan de armen om de kleine lepel slaan. De houding zorgt voor de kleine lepel voor een veilig en geborgen gevoel. Nadeel voor de grote lepel is dat er geen ruimte is voor de arm aan de kant waarop hij of zij ligt. Deze moet om de andere persoon heen worden gewikkeld onder de zijkant van de kleine lepel, met als gevolg dat die persoon erop ligt en de arm na een tijdje slaapt.